# Wewak bombázása
Wewak bombázása alatt az amerikai hadsereg 5. légiereje által végrehajtott légicsapás-sorozatot értjük, amit 1943. augusztus 17. és 21. között hajtottak végre az császári japán hadsereg légierejének új-guineai fő támaszpontja ellen Wewaknál. Az összesen négy légi támadás öt napig tartott folyamatosan, amely teljes szövetséges győzelemmel ért véget: a japán negyedik hadsereg légiereje megsemmisült, közel 100 darab repülőgéppel a földön és a levegőben, körülbelül 30 repülőgépre korlátozva az erejét. Az amerikai 5. légierő összesen 10 darab repülőgépet vesztett el. Az első két napi – augusztus 17–18-i – meglepetésszerű rajtaütéssel elérték az amerikaiak, hogy Port Moresbyt innen később már nem támadhatták a japán repülőerők. A megmaradt japán repülőgépek tevékenységi köre már csak a saját csapatok légi támogatására korlátozódott, az amerikai légierő átvette a hadműveleti kezdeményezést az új-guineai hadszíntéren.

## Lefolyása
1943. augusztus 17-én összesen 47 darab B–24 Liberator és B–17 Flying Fortress intézett hajnal előtti támadást a wewaki fő légi támaszpont és annak kiegészítő repülőterei ellen Boramnál, Dagua-nál és Butnál. A japán repülőgépeket a futópályákon tárolták le szorosan egymás mellett. Boramnál a japánok 60 darab repülőgépet riasztottak, azonban néhány felszállási kísérletétől eltekintve a többséget a földön lőtték szét és bombázták le. Reggel 09:00-kor több mint 30 darab B–25 Mitchell közepes bombázórepülőgép, több mint 80 darab P–38 Lightning vadászrepülőgép kíséretében megismételte a hajnali támadást Boram, Wewak, és Dagua ellen.

## Fordítás
- Ez a szócikk részben vagy egészben  a   Bombing of Wewak című angol Wikipédia-szócikk ezen változatának fordításán alapul.  Az eredeti cikk szerkesztőit annak laptörténete sorolja fel. Ez a jelzés csupán a megfogalmazás eredetét és a szerzői jogokat jelzi, nem szolgál a cikkben szereplő információk forrásmegjelöléseként.